# Kodavasal
Kodavasal es una ciudad y nagar Panchayat situada en el distrito de Tiruvarur en el estado de Tamil Nadu (India). Su población es de 14639 habitantes (2011). Se encuentra a 21 km de Tiruvarur y a 41 km de Thanjavur.

## Demografía
Según el censo de 2011 la población de Kodavasal era de 14639 habitantes, de los cuales 7280 eran hombres y 7359 eran mujeres. Kodavasal tiene una tasa media de alfabetización del 87,08%, superior a la media estatal del 80,09%: la alfabetización masculina es del 91,65%, y la alfabetización femenina del 82,59%.